# الإعلام في الإمارات
بعد استقلالها عن بريطانيا في عام 1971، بدأ المشهد الإعلامي في دولة الإمارات العربية المتحدة في التبلور مع إنشاء بعض قطاعات الإعلام واستمر في التطور بشكل مطرد. ومنذ ذلك الحين، تندرج معظم وسائل الإعلام في دولة الإمارات العربية المتحدة تحت مظلة مجموعات مملوكة للحكومة ينظمها المجلس الوطني للإعلام. تشمل الأشكال الأساسية لوسائل الإعلام في دولة الإمارات العربية المتحدة هي الصحافة المطبوعة والإذاعة والتلفزيون والإنترنت ووسائل التواصل الاجتماعي.
احتلت الإمارات عام 2008 المرتبة 69 عالميا من حيث حرية الصحافة، والمرتبة الثالثة عربيا بعد الكويت (61 عالميا) ولبنان (66 عالميا).

وقد حصدت دولة الإمارات عام 2025  المرتبة الأولى عالمياً في مؤشر أداء الهوية الإعلامية الوطنية، والسادسة عالمياً في قوة الهوية الإعلامية الوطنية.

## الصحف والمجلات
كانت أول صحيفة تظهر في دولة الإمارات العربية المتحدة «الاتحاد»، التي تعتبر أول صحيفة عربية سليمة عام 1969، تليها صحيفة الخليج، أول صحيفة عربية يومية، في عام 1970. وقد طبعت أوراق أخرى وتم تعميمها قبل ذلك الوقت، ولكن بسبب قضايا الطباعة والنشر، ما زال الاتحاد أول إصدار فعلي. أول صحيفة إنجليزية يومية، صحيفة أوقات الخليج، تم إطلاقها عام 1978.
الاتحاد لا يزال اليوم مملوكًا للحكومة. أكبر صحف البلاد باللغة الإنجليزية والعربية، الخليج وأخبار الخليج، مملوكة للقطاع الخاص. بموجب القانون، يقوم مجلس الإعلام، الذي يعينه الرئيس، بترخيص جميع المنشورات وإصدار أوراق اعتماد صحفية للمحررين. كما تحكم القوانين محتوى الصحافة والموضوعات المحظورة. يقوم مراقبو المجلس الإعلامي بمراجعة جميع الوسائط المستوردة للمحتوى. في الواقع، تخضع وسائل الإعلام في دولة الإمارات العربية المتحدة للمعايير الوطنية. تحظر الحكومة أي جرم، لا سيما عدم احترام نظام دولة الإمارات العربية المتحدة ورموزها والنظام السياسي، والمعتقدات الإلهية والإسلامية والأديان الأخرى، وثقافة وتراث دولة الإمارات العربية المتحدة. 
في الإمارات العربية المتحدة، يمنح الحق في منح تراخيص النشر للسماح بالملكية الخاصة للصحف بموجب مرسوم صادر عن مجلس الوزراء. 
في الوقت الحاضر، تنشر الإمارات العربية المتحدة ومعظمها دبي وأبوظبي العديد من صحف اللغات العالمية وتنتجها.
يبقى أبرز الصحف العربية والإنجليزية.
هناك سبع صحف عربية:
• الخليج (الشارقة)
• (دبي) "الصحوات تايمز كما ينشر في: الإنجليزية والفارسية والبوسنية والسواحلية
• أخبار العرب (أبو ظبي)
• البيان (دبي)
• الفريج (أبو ظبي)
• الاتحاد ([الوسيط]] (أبو ظبي)
• اوراق
• دولة الإمارات (دبي)
اثنا عشر صحيفة باللغة الإنجليزية:
• أيام (دبي) 7
• البريد العربي (دبي)
• دبي ستاندرد (دبي)
•الإمارات للأعمال 24/7 (دبي)
• الإمارات اليوم
• جلف نيوز (الهند ودبي)
• توقيت الخليج (أبو ظبي)
• الخليج اليوم (دبي)
• الخليج تايمز (الهند، دبي)
• الوطنية (أبوظبي)
• سبورت 360 (أبو ظبي)
• (دبي) XPRESS
• جلفار (رأس الخيمة)
كما تنشر دبي العديد من اللغات الأجنبية، حيث أن سكانها عالميون، مثل اللغة المالايالامية مثل جريدة ماديامام ديلي ومانرياما ديلي، ولغة تاميل مع دايليثانتاي ديلي، واللغة الصينية مع جريدة نيهاو، واللغة الروسية مع كومسومولسكايا برافدا واللغة الإسبانية مع إل كوريو ديل غولفو.
واليوم تعد الصحافة العربية في الخليج من بين أكثر الصحف العربية تقدمًا. ومع ذلك، تستمر حرية الصحافة في المعاناة، حيث أن قادة الخليج يعترفون بها بحرية. وقد أعلن وزير الإعلام الإماراتي، الشيخ عبد الله بن زايد آل نهيان، ذات يوم: «من الصعب التحدث عن حرية الصحافة المحلية، بينما لا يتم تشغيل الآلة الإعلامية من قبل الصحفيين المحليين». 
كما تقوم الإمارات العربية المتحدة بنشر مجلات محلية وإقليمية. شركة النشر الأولى والرائدة التي تم إنشاؤها على الإطلاق في الإمارات العربية المتحدة كانت Motivate Publishing في عام 1979 من قبل Ian Fairservice. يقع مقرها في مدينة دبي للإعلام وأبو ظبي. ومن المعروف Motivate لمجموعة واسعة من المجلات والكتب حول مواضيع ذات صلة بتراث المنطقة. أطلقت مجلة " What's On" في عام 1979، أول مجلة في الخليج وما زالت هي الأكثر مبيعاً في المنطقة. معظمها هي مجلات الترفيه باللغة الإنجليزية مثل تايم آوت، الإمارات للسيدات، المرأة العربية والرجل العربي، بالإضافة إلى مجلات اللغات الأجنبية. يتبع نفس مبادئ صحف الإمارات العربية المتحدة. 

## راديو
يتمتع الإذاعة في دولة الإمارات العربية المتحدة بمكانة بارزة حيث أنه من الضروري البقاء على قيد الحياة في الطرق الطويلة وحركة المرور مع معظم المحطات التي تضع أهمية على التحديثات المتكررة لحركة المرور خلال اليوم، ومعظمها من المستمعين، خاصة في الإمارات مثل دبي، حيث الطرق مزدحمة دائمًا وحركة المرور معتادة. 
هذه الوسيلة الشعبية ظهرت في الإمارات منذ 60 عامًا. قبل وجود محطات الراديو الخاصة بهم، كانت الإمارات تحت الاحتلال البريطاني. لذلك، كان لدى هيئة الإذاعة البريطانية القوات (BFBC) استوديو راديو FM محلي في دولة الإمارات العربية المتحدة. أول محطة إذاعية تبث من الإمارات العربية المتحدة، راديو أبو ظبي، ظهرت فقط في عام 1966. تتمتع الإذاعة الأرضية بخدمة جيدة في دولة الإمارات العربية المتحدة مع مجموعة متنوعة من المحطات تبث باللغات الشائعة في البلاد. تتمتع دولة الإمارات العربية المتحدة بأحد أعلى عدد من المحطات الإذاعية FM المحلية التابعة للحكومة المحلية في العالم العربي.
ومع ذلك، في أواخر عام 1970، بدأ راديو الإمارات خدمات مستقلة. القناة الرابعة كانت أول محطة إذاعية تجارية تليها إذاعة الإمارات للإعلام ومجموعة الإعلام العربي.
اليوم، تضم محطات الراديو المستقلة في الإمارات العربية المتحدة 7 محطات باللغة الإنجليزية و7 باللغة الهندية، و12 العربية، والمالايالية، وواحدة في كل من التاميل والتاجالوجية والروسية والفارسية. 
تعزز الحاجة إلى البث بلغات متعددة لتلبية احتياجات المغتربين عدد محطات الراديو FM. 
تشمل محطات إذاعة الإمارات العربية المتحدة والقرآن الكريم FM، الإمارات الاتحادية...FM، أبوظبي FM أبوظبي كلاسيك ستار إف إم,راديو ميرشي.
على الرغم من أن المحطات الإذاعية المستقلة تُنفذ الآن، إلا أن وسائل الإعلام في دولة الإمارات العربية المتحدة لا تزال تخضع لتنظيم حكومي كبير. معظم المحطات، حتى تلك المملوكة للقطاع الخاص، لا تزال في الغالب تحت سيطرة الحكومة. على سبيل المثال، يجب أن تتوقف جميع المحطات الإذاعية عن البث العادي في حالة وفاة شيخ أو قريب من الشيخ لمدة 3 أيام إلى أسبوع، أو أكثر، اعتمادًا على من هو المتوفى.

## التلفاز
في عام 1969، تم إطلاق أول قناة تلفزيونية في الإمارات العربية المتحدة، وهو تلفزيون الكويت من دبي. وفي السنوات التالية، بدأت العديد من المحطات والقنوات عملياتها بشكل ملحوظ القناة 33 التي أطلقت في عام 1997 واستهدفت المغتربين. خلال سبعينيات وثمانينيات القرن العشرين، أنشأت وزارة الثقافة شبكة إرسال للإذاعة والتلفزيون، لبناء أساس للمذيعين في المستقبل. 
في عام 2013، أصدرت مجلة TV View الأرقام التي تبين أن سبعة من أصل عشر القنوات الأكثر مشاهدة في الإمارات كانت من شبكات MBC. في عام 2014، أجرت شركة TNS Global، وهي شركة أبحاث تسويقية، دراسة استقصائية حول نسبة المشاهدة الإماراتية، حيث وجدت أن دولة الإمارات لديها واحدة من أعلى المعدلات في العالم، حيث أجاب 86٪ من المشاركين أنهم يشاهدون التلفاز يوميًا بدرجات متفاوتة. 
وتشمل بعض المجموعات الإعلامية الرئيسية في الإمارات العربية المتحدة مؤسسة دبي للإعلام وشركة الشارقة للإعلام وشركة أبوظبي للإعلام. مؤسسة دبي للإعلام هي مجموعة حكومية تأسست في عام 2003. وهي تُبث المحتوى الترفيهي بشكل أساسي، لكنها تبث أيضًا البرامج الدينية في كثير من الأحيان. لقد أنشأت دبي وان، قناة شعبية وإعادة تسمية العلامة التجارية للقناة الثالثة والثلاثين عام 2004. أبو ظبي للإعلام إنكوربوريتد، والمعروف أيضًا باسم مؤسسة الإمارات للإعلام، هي هيئة حكومية مسؤولة عن إنشاء أول محطة تلفزيونية إماراتية في عام 1969 وأول قناة، أبو تلفزيون دبي.  هو أيضاً مقر قناة الإمارات، وهي القناة الرسمية للإمارات العربية المتحدة تحت شعار «البيت متوحّد». 
وبما أن المجموعات الإعلامية الحالية المسؤولة عن العمليات التلفزيونية هيئات حكومية، فإن اللوائح النسبية تشكل جزءًا أساسيًا من العمليات وليس العمليات الخارجية كما هو واضح في المشهد الإعلامي لدولة الإمارات العربية المتحدة.

## الإنترنت ووسائل التواصل الاجتماعي
تم إتاحة الإنترنت لعامة الناس في دولة الإمارات العربية المتحدة في عام 1995. بدأت شركة الاتصالات الوطنية، وهي شركة حكومية، العمل في هذا الوقت. ينص قانون الاتصالات أو القانون الأول لعام 1991 على أن «الشركة تتمتع باحتكار مستمر لا يمكن لأي كيان آخر بناءه». تمتلك الحكومة ملكية وحصة أغلبية، 60٪ من اتصالات. 
في عام 2003، تم إنشاء هيئة تنظيم الاتصالات (TRA) لتصفية محتوى الإنترنت على أساس القيم الثقافية أو الدينية الإماراتية. ومع ذلك، فقد كانت هناك بعض الحالات المحيطة بالرقابة على المحتوى الذي يعتبر غير عادل من قبل الجمهور. في عام 2009، تم إطلاق منتدى الإنترنت الإماراتية حوار وبدأ يكتسب شعبية بسرعة ولكن الحكومة منعته ثم أغلقته في عام 2010. في عام 2012، تم تقديم طلب لإلغاء حجب الموقع ولكن تم رفض ذلك من قبل المحكمة الاتحادية العليا. 
ووفقًا للمنتدى الاقتصادي العالمي، تحتل الإمارات المرتبة 26 كأفضل دولة على مستوى العالم على مستوى العالم وباعتبارها الأعلى في العالم العربي. في عام 2016، خلصت دراسة أجرتها جامعة نورث وسترن في قطر إلى أن الإمارات العربية المتحدة، بمعدل تقريبي يبلغ 80.6٪، لديها أعلى معدل اختراق للهاتف المحمول في المنطقة العربية. هذا يزيد مباشرة الوصول إلى وسائل الإعلام الاجتماعية. 
وفقاً للإحصائيات العالمية، في فبراير من عام 2018، تم تصنيف فيسبوك، يوتيوب وتويتر على أنها ثالث وسائل الإعلام الاجتماعية الأكثر شعبية في الإمارات العربية المتحدة، وتمتلك 74 ٪، 9 ٪ و7 ٪ من استخدام وسائل الإعلام الاجتماعية على التوالي. 
الشيخ محمد بن راشد آل مكتوم هو مؤيد كبير لوسائل الإعلام الاجتماعية، وكثيرا ما يستخدم وسائل شعبية مختلفة للتواصل مع الجمهور. في عام 2014، أنشأ «جائزة الإعلام الاجتماعي العربي» للاعتراف بالأثر الإيجابي للإعلام الاجتماعي على الإمارات ومكافأته. 
في عام 2015، ذكرت شركة جوجل أن طلبًا قدمته هيئة تنظيم الاتصالات لسحب مقطع فيديو على YouTube «يصور عائلة ملكية إماراتية تعذب العمال السودانيين». رفضت Google الطلب ولكن / وواصلت هيئة تنظيم الاتصالات تصفية نتائج البحث. 
في 6 مارس من عام 2018، أعلن المجلس الوطني للإعلام، الهيئة التنظيمية الرئيسية في الإمارات العربية المتحدة فيما يتعلق بجميع المحتويات والعمليات الإعلامية، عن مبادئ توجيهية جديدة لمؤثري وسائل الإعلام الاجتماعية في الإمارات. تنص هذه الإرشادات على أن الحالة التي تكون فيها مدونات منشئي المحتوى أو تناقش فقط تجارب شخصية معفاة من التنظيم، ولكن أي نوع من الترويج أو الإعلان يتطلب ترخيصًا من .NMC صرح مدير عام المجلس الوطني للإعلام، منصور المنصوري أن «هذه اللوائح الجديدة جزء من خطة المجلس لتشجيع وتطوير بيئة تشريعية وتنظيمية متقدمة لقطاع الإعلام في الإمارات العربية المتحدة». 

## التلفزة
تعتبر المحطات التلفزيونية، من وسائل الإعلام الرائجة في دولة الإمارات، وتديرها مؤسسات حكومية، إضافة لشركات محلية وعالمية من القطاع الخاص. وتقدم هذه الوسائل موادها الإعلامية باللغات العربية، والانجليزية، والهندية، والأردية، والمالايالامية، والتغالوغ، والفارسية، من مختلف إمارات الدولة.
كما تملك الإمارات العديد من المحطات الفضائية الرياضية والعلمية الترفيهية وغيرها منها:

#### تلفزيون الإمارات العربية المتحدة (أبوظبي الأولى)
تعد قناة أبوظبي الأولى الامتداد الأول لتلفزيون الإمارات العربية المتحدة من أبوظبي إلى جانب القنوات الأخرى، حيث بدأ التلفزيون إرساله في أغسطس 1969م، أما قناة أبوظبي بشكلها وشعارها الجديد «أبوظبي الأولى» فتمت في شهر أكتوبر عام 2008.
وتركز القناة على مجموعـة من البرامج المنوعة والترفيهية والثقافية والاجتماعية والحوارية والتقارير والمسلسلات الدرامية والأفلام العربية الموجهة إلى جميع أفراد العائلة العربية، إضافة إلى نشرة الأخبار المميزة التي يتم إرسالها إلى جميع منطقة الشرق الأوسط وشمال إفريقيا.

#### أبو ظبي الرياضية
تسعى القناة الرياضية والقناة الرياضية 2 إلى الارتقاء والنهوض بالرياضة المحلية والعربية من خلال التركيز على مختلف الأنشطة الرياضية؛ حيث تأسست القناة الرياضية عام 1969 وفي أكتوبر 2008 حققت القناة نقلة نوعية في الشكل والمضمون. حيث طورت من إمكانياتها في نقل الدوري الإماراتي، وفي عام 2008 بثت الأولمبياد، وتخصصت في نقل مباريات الدوري السعودي، وهي تؤمن تغطية كاملة وشاملة للأحداث الرياضية على مستوى دولة الإمارات والمنطقة بشكل عام.

#### قناة أبو ظبي الإمارات
تم إنشاء قناة الإمارات بهدف التوجه إلى المشاهد المحلي لمعرفة كل ما يتعلق بدولة الإمارات وفعالياتها وشعبها من خلال ثقافته وهويته واهتماماته المختلفة، حيث تقدم القناة البرامج المحلية والترفيهية المتنوعة حيث تشمل برامج محلية وعربية وعالمية، وأفلامًا عربية وعالمية أيضًا.
يصل بث القناة محليًا، عن طريق المحطات الأرضية، وفضائيًا عن طريق القمر الصناعي عربسات؛ لتصل إلى جميع الدول العربية وأنحاء مختلفة من العالم.

#### أبو ظبي دراما
كانت انطلاقة قناة أبوظبي دراما في أبريل من عام 2010، وهي أول قناة درامية مجانية عربية شاملة تبث مسلسلاتها على مدى 24 ساعة ومن دون فواصل إعلانية.
تستهدف القناة فئة محبي الدراما في المنطقة، وتتخصص في عرض أفضل وأحدث إنتاجات الدراما العربية من مسلسلات حققت حضورًا لافتًا على الساحة، ولاقت استحسان المشاهدين.
وتتوزع مسلسلات «أبوظبي دراما» بين الدراما الخليجية والسورية والمصرية بالإضافة إلى المسلسلات المدبلجة، وبذلك تتيح القناة لمشاهديها التمتع بمشاهدة أكبر قدر من أعمالهم المفضلة ونجومهم المحبوبين.

#### قناة ناشيونال جيوغرافيك أبوظبي
تم إطلاق قناة ناشيونال جيوغرافيك أبوظبي في يوليو 2009 وهي تتمتّع بالبث المجاني، وتدعو المشاهدين في الشرق الأوسط إلى مراجعة نظرتهم إلى التلفزيون والعالم من خلال برامج ذكيّة ومبدعة تعرض باللغة العربيّة.
وصلت هذه القناة إلى المنطقة نتيجة اتّفاق عُقد بين شركة أبوظبي للإعلام وقناة ناشيونال جيوغرافيك المخصّصة لفهم العالم وحمايته بسمعتها الرائدة في إنتاج برامج حقيقيّة وواقعيّة تناسب مختلف الأذواق.
تعرض القناة برامج ذكيّة وترفيهيّة واقعيّة تتعلّق بالعلوم والتكنولوجيا والحيوانات والطبيعة، وتعرض عمليات استكشاف وأحداث ثقافية ومعاصرة.
يمثّل إطلاق قناة ناشيونال جيوغرافيك أبوظبي تكملة لقنوات ناشيونال جيوغرافيك "National Geographic" القائمة حاليًّا والعاملة في المنطقة بما في ذلك قناة National Geographic التي أطلِقت في الشرق الأوسط في يوليو 1998 وقناة National Geographic Adventure التي لحقتها في سبتمبر 2007 وNatural Geographic Wild التي أطلقت في يناير 1998.
تلفزيون الكويت من دبي
الكويت تعتبر أول دولة خليجية تؤسس محطة تلفزيونية رسمية في عام 1961 وفي 9 سبتمبر عام 1969 أطلقت الكويت محطة إرسال تلفزيونية في دبي بالأبيض والأسود، وكان إرسالها يغطي دبي والشارقة وعجمان فقط، واستمرت حتى عام 1972.
تلفزيون الإمارات العربية المتحدة من دبي
تم افتتاح تلفزيون دبي الملون عام 1970، وبدأ ببث البرامج في 1971، وفي عام 1995 تم إطلاق البث الفضائي.

#### قناة دبي 33(دبي ون)
وهي قناة ناطقة باللغة الإنجليزية، تم إطلاقها عام 1978، وتستهدف الأجانب. وفي عام 2004 حلت قناة (دبي ون) محلها.

#### قناة دبي الاقتصادية
وهي تعتبر أول قناة تعنى بالشؤون الاقتصادية والتجارية في عالمنا العربي، وتسلط الضوء على سوق المال والأسهم والبورصات.

#### قناة دبي الرياضية
تتميز بجهودها المتواصلة في نقل كافة الفعاليات الرياضية المحلية والعربية والدولية، ولقبت بقناة الجماهير.

#### قناة سما دبي
تم إطلاق هذه القناة عام 2005، وتعنى بالشأن المحلي والخليجي.

#### قناة دبي ريسنج
تقوم بتغطية ونقل جميع سباقات الخيول والهجن والصقور في دولة الإمارات.

#### تلفزيون الشارقة
تم افتتاحه في الحادي عشر من شهر فبراير عام 1989، وهو جهاز إعلامي ملتزم ومسؤول، تأسس ليكون منارة من منارات الثقافة والفكر والأدب والقيم الأصيلة في مجتمع الإمارات والمنطقة، افتتحه الشيخ الدكتور سلطان بن محمد القاسمي عضو المجلس الأعلى للاتحاد حاكم الشارقة؛ ليكون ضيفًا على كل بيت إماراتي، ولا يزال يواصل عطاءه الثري منذ 21 عامًا على نفس المنهاج الذي تأسس في ضوئه.

#### تلفزيون عجمان
بدأ البث الأرضي فيه عام 1996، وفي عام 1998 بدأ البث الفضائي.

#### نات جيو كيدز أبوظبي
أول قناة وثائقية عربية موجهة للأطفال، بدأ بثها يوم 20 نوفمبر 2017

### قناة ماجد للأطفال
هي قناة تلفزيونية عربية إماراتية تابعة لشبكة أبو ظبي للإعلام وهي متخصصة في برامج الأطفال، بدأ بثها الرسمي في 25 سبتمبر 2015.

## صناعة الأفلام
تولي حكومة الإمارات اهتماما خاصا لتوفير منصات ومرافق متميزة لإنتاج وصناعة الأفلام المحلية والعالمية في الدولة. ويدعم هذا التوجه تميز دولة الإمارات بالحداثة والانفتاح، والتنوع الكبير في المواقع، واحتضانها للعديد من الثقافات والمواهب.
وتقدم كل من لجنة أبو ظبي للأفلام، ولجنة دبي للإنتاج التلفزيوني والسينمائي حوافز مالية سخية ودعماً مهنياً لشركات الإنتاج التي تختار التصوير في أحد المواقع في أبوظبي ودبي.
وتوفر لجنة أبو ظبي للأفلام أيضا خدمات أخرى تشمل مرافق وطواقم للبث، والإنتاج، إضافة لدليل يضم أسماء كوادر تمثيلية. للمزيد من الخدمات، يمكنكم الاطلاع على دليل الإنتاج من موقع اللجنة.
يعد مهرجان دبي السينمائي الدولي الذي يقام سنوياً حدثاً سينمائياً رائداً على مستوى المنطقة، ويعزز مكانة دولة الإمارات في صناعة الإعلام العالمية، ويعكس التزامها بتطوير ودعم هذه الصناعة.

## المدن الإعلامية
أسست الحكومات المحلية في دولة الإمارات مدناً إعلامية لتشجيع وسائط الإعلام لتشجيع أصحاب المشاريع الدولية، والإقليمية، والمحلية، ودور النشر الكبيرة على تأسيس مقرات لها في الدولة، والإسهام في تقديم الابتكارات الفنية والخبرات في أشكال متنوعة من المحتوى المرئي، والمسموع، والمطبوع.
كما تضم الدولة عدة مناطق إعلامية حرة توفر عدة مزايا للمستثمرين في مجال الإعلام، منها الملكية الكاملة بنسبة 100 بالمئة، وبيئة خالية من الضرائب، وخدمات التسجيل والتأسيس.
وفيما يلي، قائمة ببعض المدن الإعلامية الموجودة في الإمارات:
- منطقة صانعي الإعلام في أبو ظبي (twofour54)

- مدينة دبي للإعلام

- مدينة دبي للاستديوهات

- مدينة دبي للإنتاج (باللغة الإنجليزية)

مدينة الشارقة للإعلام
- مدينة عجمان الإعلامية

- مدينة الفجيرة للإبداع (باللغة الإنجليزية)

### مواقع التواصل الإجتماعي
تحظى وسائل التواصل الاجتماعي مثل الفيسبوك، وتويتر، ويوتيوب، وإنستغرام بشعبية عالية في دولة الإمارات، وتستخدم على نظاق واسع سواء من قبل الأفراد، أو من قبل الجهات الحكومية.
ويحرص الشيخ محمد بن راشد آل مكتوم على التواصل مع المجتمع عبر وسائل الاتصال الحديثة، وقد تعدى إجمالي متابعيه 12 مليون متابعاً على قنوات التواصل الاجتماعي المختلفة.
تسلط دولة الإمارات الضوء على دور الإعلام الجديد وأهميته وذلك من خلال تخصيص ملتقيات سنوية والتي تعد منصات لتبادل الخبرات ونقل تجربة الإعلام الاجتماعي والتي تشمل الهواة والمحترفين كقمة رواد التواصل الاجتماعي.
وفي عام 2014، أطلق الشيخ محمد بن راشد آل مكتوم الجائزة العربية للإعلام الاجتماعي، والتي تعنى برواد التواصل الاجتماعي العرب. وتسلط الجائزة الضوء على أبرز مبادرات التواصل الاجتماعي في العالم العربي من أفراد، ومؤسسات في قطاعات مختلفة، وتشجع على تبني أفضل معايير الاستخدام.
وتلتزم الجهات الحكومية في دولة الإمارات في تفاعلها مع الجمهور بالدليل الإرشادي لممارسات المشاركة الإلكترونية والتواصل الاجتماعي

#### قوانين وسائل التواصل الاجتماعي
يُطبق القانون الاتحادي رقم (12) لسنة 2016، بتعديل المرسوم بقانون اتحادي رقم (5) لسنة 2012 في شأن مكافحة جرائم تقنية المعلومات، وغيره من القوانين المتعلقة بحماية الخصوصية، ومنع انتهاك البيانات الشخصية عند استخدام وسائل التواصل الاجتماعي.
ويتعين على مستخدمي شبكات التواصل الاجتماعي أن يكونوا على دراية بتلك القوانين، لتجنب ارتكاب مخالفات تعرضهم للمساءلة والعقوبة، والتي تتراوح بين السجن والغرامة المالية. ومن تلك المخالفات:
- التقاط صور أو مقاطع فيديو للغير ونشرها من دون موافقتهم

التهديد، والابتزاز، والسب، والقذف، وتشويه سمعة الغير
- تداول الشائعات أو معلومات غير صحيحة، أو غير دقيقة، أو مضللة
- ارفاق أسماء الأخرين (tag) دون موافقتهم
- استخدم شبكة معلوماتية أو إحدى وسائل تقنية المعلومات في الاعتداء على خصوصية الغير في غير الأحوال المصرح بها قانوناً.[16]

## مؤسسات وشركات اعلامية إماراتية

#### شركة أبو ظبي للإعلام
تم تأسيس شركة أبوظبي للإعلام في عام 2007، وهي شركة مساهمة مملوكة بكاملها لحكومة أبوظبي وبرأسمال قدره 100 مليون درهم، بقرار من الشيخ خليفة بن زايد آل نهيان رئيس الدولة. وتضم الشركة كلًا من قناة أبوظبي الفضائية وإذاعتي القرآن الكريم، وإمارات (إف إم) وصحيفتي الاتحاد وذا ناشيونال ومجلة ناشيونال جيوغرافيك إلى جانب المطابع وشركات التوزيع وغيرها.
العاملون في شركة أبوظبي للإعلام:
يعمل لدى شركة أبوظبي للإعلام نحو 1800 موظف، في جميع وحدات التشغيل، التي تشمل النشر، والتلفزيون، والإذاعة، والإعلام الرقمي، والتوزيع، والطباعة.
ستنقل الشركة أعمالها إلى twofour54 في المرحلة الثانية للاستفادة من قربها من شركات الإعلام العالمية، ومن المعايير الدولية للتدريب، ومن مزايا الوصول إلى مجموعة واسعة من الإعلاميين المحترفين.

#### مؤسسة الشارقة للإعلام
مؤسسة حكومية تعنى بتنمية وتطوير القطاع الإعلامي في إمارة الشارقة، تأسست عام 2009 بموجب المرسوم الأميري السامي رقم 25.

#### المجموعة الإعلامية العربية
في عام 2001 تم تأسيس المجموعة العربية للإعلام في مدينة دبي للإعلام حيث بدأت المجموعة بتأسيس عدد من الإذاعات التجارية مثل (سيتي) التي تعد إذاعة هندية تجارية، وإذاعة خليجية، وإذاعة (هت) وتقدم المجموعة خدماتها الإعلامية من خلال عدد من الشركات التابعة لها في مجالات عدة: كالبث الإذاعي، وتنظيم الأحداث والفعاليات. كما توفر المجموعة حلولًا إعلامية مبتكرة تمتاز بالفعالية من حيث الوقت والتكلفة.

#### مؤسسة دبي للإعلام
يرأس الشيخ مكتوم بن محمد بن راشد آل مكتوم مجلس إدارة المؤسسة التي استطاعت عبر قنواتها الإعلامية المتعددة (الصحافة الورقية والإعلام المرئي والمسموع) أن تحقق الكثير من النجاحات على صعيد الإعلام في العالم العربي، بعد أن وصلت إلى شريحة واسعة من الجمهور العربي والعالمي من خلال برامجها وموادها الإعلامية المتنوعة والمتجددة التي تعكس على الدوام روح الأصالة والتجديد بعيدًا عن نمطية البرامج الكلاسيكية.
ومن خلال رؤيتها الإعلامية الواضحة الملامح، المرتكزة على الابتكار والجودة، ومواكبة الغايات الإستراتيجية لحكومة دبي تسعى مؤسسة دبي للإعلام للوصول إلى إعلام عربي متميز، يواكب روح العصر، ويقدم محتوى مبدعًا وهادفًا يحترم أسلوب الحياة الاجتماعية والثقافية في الإمارات والدول العربية، إلى جانب ترسيخ تقاليد وثقافة العمل الإعلامي الاحترافي الجاد لدى العاملين في الوسط الإعلامي وصولًا إلى إيجاد جيل متكامل من الإعلاميين الإماراتيين القادرين على مواكبة التطورات والمنجزات والمشاريع الإبداعية التي تشهدها إمارة دبي وباقي إمارات الدولة، مما يساهم في صياغة مفهوم جديد للإعلام التلفزيوني المعاصر.

#### هيئة الفجيرة للثقافة والإعلام
تم إنشاء هيئة الفجيرة للثقافة والإعلام بموجب مرسوم أميري صادر عن الشيخ حمد بن محمد الشرقي عضو المجلس الأعلى حاكم الفجيرة في عام 2006.
وتهدف الهيئة إلى المساهمة في رفع المستوى الثقافي والإعلامي بكافة أنواعه بطريقة حضارية ومتميزة وفق القيم العربية والإسلامية الأصيلة.

## الإعلام المسموع (الإذاعات)

#### إذاعة صوت الساحل
في عام 1962 تم تأسيس إذاعة صوت الساحل في منطقة المرقاب بالشارقة، واستمرت لعدة سنوات قبل الاتحاد، وتوقفت عن البث عام 1970.

#### إذاعة عجمان
من أوائل الإذاعات في الإمارات، أسسها راشد بن حمضة في أوائل الستينات، وكانت تبث البرامج الدينية والثقافية ونشرات الأخبار والقصائد والأشعار وأغاني المطربين العرب مثل عبد الحليم حافظ وأم كلثوم.

#### إذاعة أبو ظبي
تأسست في الخامس والعشرين من فبراير عام 1969، وتضمنت فقرات الإذاعة النشرات الإخبارية والقرآن الكريم والأحاديث الدينية، واهتمت بالتغطيات الخارجية كسباق الهجن وعروض الخيول العربية.

#### إذاعة القرآن الكريم
تم تأسيسها في عام 1979 وتختص بالبرامج الدينية والفقهية والأسرية المتنوعة.

#### إذاعة إمارات إف إم
تعتبر من أكثر الإذاعات جذبًا للمستمع خليجيًا وعربيًا، وتم تأسيسها في عام 1995.

#### إذاعة ستار إف إم
تم تأسيسها في عام 2009، وتجمع بين الطابع العربي والغربي، وتبث أحدث الأغاني.

#### إذاعة أبو ظبي كلاسيك
في عام 2009 تم تأسيس هذه الإذاعة المملوكة لشركة أبوظبي للإعلام، وتعنى بالموسيقى الكلاسيكية في الإمارات.
إذاعة دبي
أسسها في 1971 رياض الشعيبي، وكانت تعنى بالبرامج الإخبارية والبث المباشر.

#### إذاعة الشارقة
افتتحها الشيخ الدكتور سلطان بن محمد القاسمي عضو المجلس الأعلى حاكم الشارقة في عام 1972، وتذيع القرآن الكريم والأحاديث النبوية الشريفة والثقافة الإسلامية.

#### إذاعة زايد للقرآن الكريم
انطلقت في عام 2010، وتعنى بعرض التلاوات القرآنية المختلفة والبرامج الدينية الهادفة.

#### إذاعة الفجيرة إف إم
تم إطلاق بثها في عام 2006، وأكدت على ترسيخ نهج إعلامي واضح.

### وكالة أنباء الإمارات
تعتبر وكالة أنباء الإمارات الوكالة الرسمية للأنباء لحكومة دولة الإمارات العربية المتحدة. وتبث الوكالة أخبارها باللغات العربية، والإنكليزية، والفرنسية وذلك من الساعة الثامنة صباحاً حتى الواحدة فجراً، بتوقيت الدولة يومياً.